# Xian de Zhongshan
Pour les articles homonymes, voir Zhongshan (homonymie).
Le xian de Zhongshan (钟山县 ; pinyin : Zhōngshān Xiàn) est un district administratif de la région autonome du Guangxi en Chine. Il est placé sous la juridiction de la ville-préfecture de Hezhou.

## Démographie
La population du district était de 423 300 habitants en 2010.